# Alexander Phimister Proctor

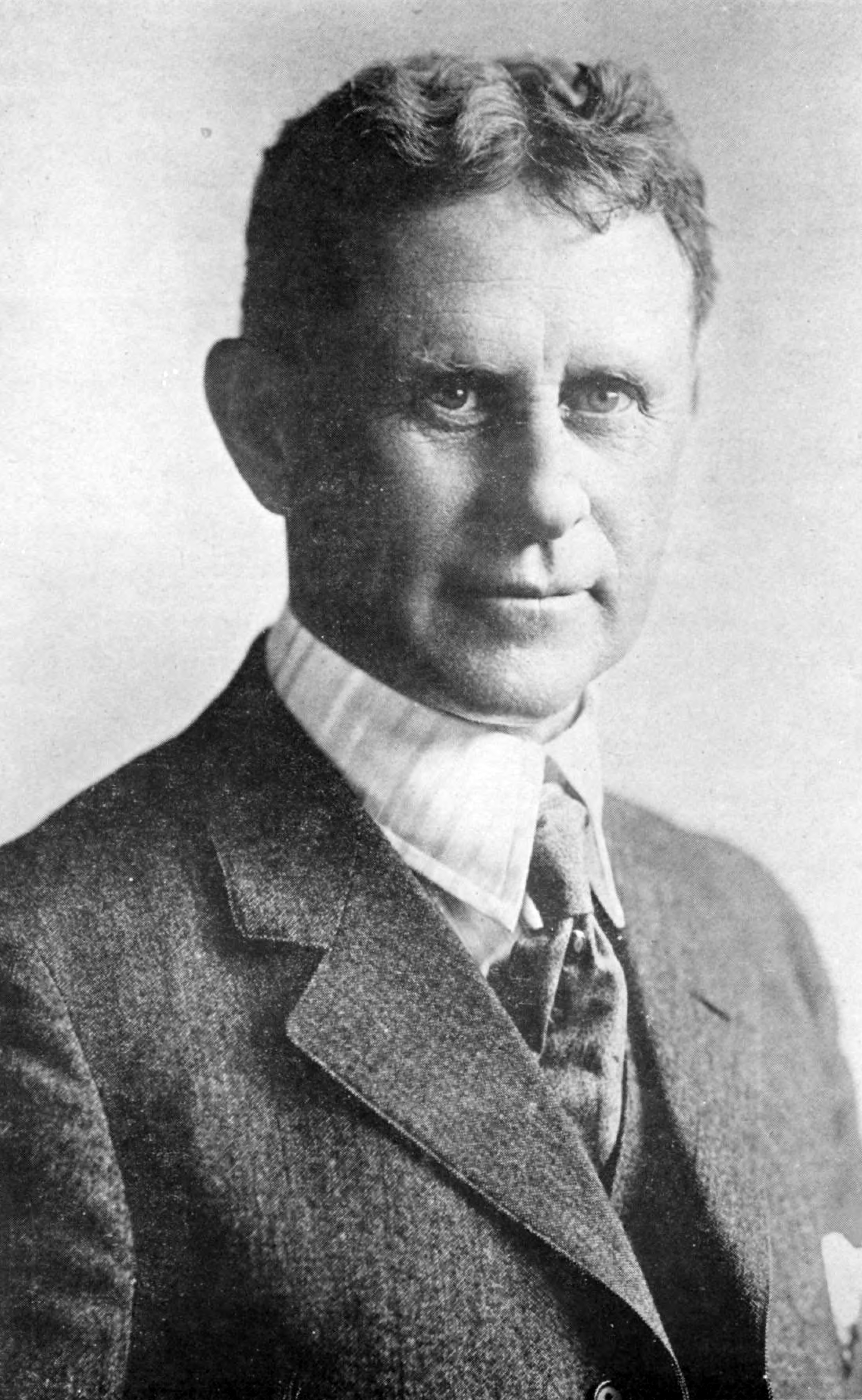
Alexander Phimister Proctor.

Alexander Phimister Proctor, född den 27 september 1860 i Bosanquet, Ontario, död den 5 september 1950 i Palo Alto, Kalifornien, var en nordamerikansk bildhuggare och målare.
Proctor var utbildad i Frankrike under bland andra Denys Pierre Puech. Han vann sig ett namn med sina djurframställningar, mest av vilda djur, ofta i stora dekorativa grupper. Proctors namn kom i ropet efter världsutställningen i Chicago 1893, där hans djurskulpturer var rikligt representerade.